# یقین کامل
یقین کامل (به انگلیسی: Dead Cert) فیلمی جنایی به کارگردانی تونی ریچاردسون است که در سال ۱۹۷۴ منتشر شد.

## خلاصه داستان
سوارکاری جوان، درگیر تحقیق دربارهٔ سانحه‌ای عجیب و مرگبار می‌شود که طی آن، اسب او نیز کشته شده بود.